# Lanfranc van Milaan

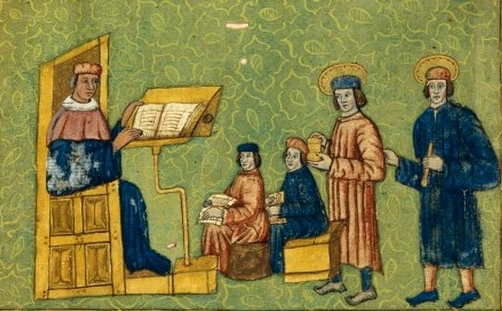
Lanfranc met studenten (voorkant van La chirurgie pratique de Maître Alenfranc, 1490)

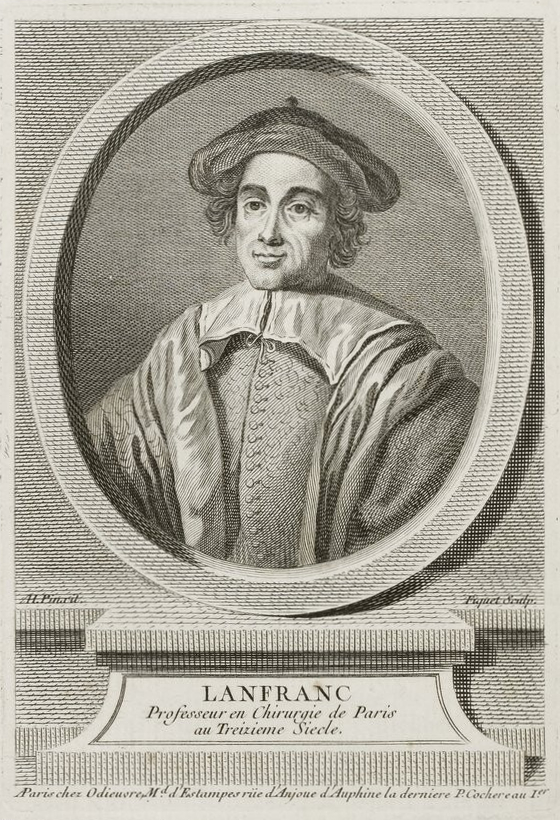
18e-eeuwse gravure naar een fantasiebuste van Lanfranc

Lanfranc van Milaan (Italiaans: Guido Lanfranchi; Latijn: Lanfrancus Mediolanensis) (Milaan?, ca. 1245 – Parijs, 1306) was een vooraanstaand chirurg in het laatmiddeleeuwse Europa. Zijn handboeken genoten grote verspreiding. Hij bracht de Italiaanse heelkunde naar Frankrijk, dat voor eeuwen het nieuwe centrum van de Europese chirurgie werd.

## Levensloop
Wat we weten over Lanfranc – mogelijk een telg van de Pisaanse familie Lanfranchi – is in essentie gebaseerd op de autobiografische gegevens die hij verstrekt in de epiloog van zijn grote compendium. Hij noemde de Guglielmo da Saliceto als zijn vereerde leermeester. Na studies geneeskunde in Bologna vestigde Lanfranc een heelkundige praktijk in Milaan. Hoewel hij zich er een grote reputatie verwierf, liep hij om politieke redenen tegen een verbanning aan: allicht nam Matteo I Visconti hem rond 1290 zijn sympathie voor de ghibellijnse Torriani kwalijk. Hij trok naar de Provence en publiceerde te Lyon de Libellus de chirurgia (1293-94), later bekend als de 'Kleine Chirurgie', opgedragen aan zijn vriend Bernardus. Ambitie dreef hem naar Parijs, waar hij colleges gaf aan de Sorbonne op uitnodiging van decaan Jean Passavent. Ze lokten een grote schare leerlingen, waaronder Henri de Mondeville, Guy de Chauliac en vermoedelijk ook Jan Yperman. Om hen goed te onderrichten, nam hij ze mee aan het bed van zijn patiënten.
In 1296 voltooide Lanfranc zijn Chirurgia magna, opgedragen aan koning Filips de Schone. Onder dezelfde naam zijn ook handboeken van andere auteurs bekend (o.m. Bruno van Longoburgo, Guy de Chauliac en Paracelsus). Het werk van Lanfranc liet, naast klassieke auteurs als Hippokrates, Galenus en Aristoteles, een hele reeks Arabische medici aan bod komen (o.a. Hunayn ibn Ishaq, Isaac Israeli ben Solomon, Rhazes, Ali Abbas, Avicenna, Yuhanna ibn Masawaih, Serapion, Abulcasis, Averroës), evenals hun Europese voortzetters (Willem van Saliceto, Constantinus Africanus...).
Toch had Lanfranc te kampen met argwaan van de academische geneesheren, die zich beperkten tot het bestuderen van medische teksten. Hij schreef dat hij geen vast docent kon worden aan de universiteit omdat hij als geestelijke niet celibatair leefde (hij had verschillende buitenechtelijke kinderen erkend). Naar eigen zeggen was hij lid van het Parijse chirurgijnengenootschap, de Confrèrie de Saint-Côme et de Saint-Damien. Lanfranc betreurde de ontstane scheiding tussen boekengeleerden die zich niet met de praktijk inlieten en chirurgen zonder vertrouwdheid met de literatuur. Volgens hem kon men geen goed arts zijn zonder kennis van chirurgie en geen goed chirurg zonder kennis van de medische werken.

## Publicaties
- Chirurgia parva: Libellus (opusculum) de chirurgia (Lyon, 1293-94)
- Chirurgia magna: Liber de chirurgia (Practica que dicitur ars completa totius chirurgiae) (Parijs, 1296)

### Vertalingen
De Latijnse werken van Lanfranc zijn o.a. vertaald in het Frans, Duits, Spaans, Engels, Hebreeuws en ook in het Nederlands. Met name in Amsterdam berust een geïllustreerd handschrift van de Groten Lancfranck (ca. 1460).

### Moderne edities
- Joost Jonkman, Ludo Jongen en Al de Weerd, Lanfranc van Milaan. Een bloemlezing uit zijn middeleeuwse chirurgie, 2016, ISBN 9789082409451
- Leonard D. Rosenman en Robert von Fleischhacker, The Surgery of Lanfranchi of Milan. A Modern English Translation, Philadelphia, 2003

## Voetnoten
1. ↑  Chirurgia magna, V.7
2. ↑  Heinz-Ulrich Roehl en Gundolf Keil, "Tradition und Intention. Gliederungsprobleme bei der 'Kleinen Chirurgie' Lanfranks", in: József Antall, Géza Buzinkay en Ferenc Némethy (red.), Acta Congressus internationalis XXIV historiae artis medicinae, Budapest, 1976, p. 1373–1392
3. ↑  Volker Zimmermann, "Die mittelalterliche Frakturbehandlung im Werk von Lanfrank und Guy de Chauliac", in: Würzburger medizinhistorische Mitteilungen, vol. 6, 1988, p. 22